# Proparachaeta danunciae
Proparachaeta danunciae là một loài ruồi trong họ Tachinidae.